# Copa Navidad de Caracas de 1958
A Copa Navidad de Caracas de 1958 (Copa Natal de Caracas, em português), também conhecida como Troféu Triangular de Caracas, foi disputada em Caracas, Venezuela entre 19 e 21 de Dezembro de 1958.
Uma curiosidade é que o campeão do torneio foi o Bangu (do Brasil) e o vice foi o Malmö FF (da Suécia), repetindo o resultado da Copa do Mundo de 1958 realizada meses antes. 
O Bangu tinha 1 jogador campeão mundial em 1958: Zózimo, e o Malmö FF tinha 2 jogadores vice-campeões: Tore Svensson e Prawitz Öberg.

## Participantes
Europa
- Malmö FF
- Osasuna

 Américas
- Bangu

## Jogos
1ª Rodada
19/12 - Malmö FF 2 x 1 Osasuna
Gols: L. Svensson 10 min/1ºT, L. Svensson 16 min/1ºT e Savino 24 min/2ºT.
2ª Rodada
20/12 - Bangu 2 x 0 Malmö FF
Gols: Décio 23 min/1ºT e Mituca 36 min/1ºT

3ª Rodada
21/12 - Bangu 1 x 0 Osasuna
Gol: Jaime 13 min/1ºT

## Classificação Final
| Classificação Final | Classificação Final | Classificação Final | Classificação Final | Classificação Final | Classificação Final | Classificação Final | Classificação Final | Classificação Final | Classificação Final | Classificação Final |
| Times               | Times               | Pts                 | J                   | V                   | E                   | D                   | GP                  | GC                  | SG                  |                     |
| ------------------- | ------------------- | ------------------- | ------------------- | ------------------- | ------------------- | ------------------- | ------------------- | ------------------- | ------------------- | ------------------- |
| 1                   | Bangu               | 4                   | 2                   | 2                   | 0                   | 0                   | 3                   | 0                   | +3                  |                     |
| 2                   | Malmö FF            | 2                   | 2                   | 1                   | 0                   | 1                   | 2                   | 3                   | -1                  |                     |
| 3                   | Osasuna             | 0                   | 2                   | 0                   | 0                   | 2                   | 1                   | 3                   | -2                  |                     |

## Campeão
| Copa Navidad de Caracas de 1958 |
| ------------------------------- |
| BANGU Campeão (1° título)       |